# Голям герозавър
Големите герозаври (Broadleysaurus major), наричани също грапаволюспести бронирани гущери и африкански големи бронирани гущери, са вид средноголеми влечуги от семейство Герозаврови (Gerrhosauridae), единствен представител на род Broadleysaurus.
Разпространени са в саваните на голяма част от Субсахарска Африка. Достигат дължина на тялото с опашката 50 – 60 сантиметра, като тялото им е масивно, краката – къси, а опашката – не много широка и по-къса от тялото. Хранят се главно с насекоми, но също и с плодове, растителна храна и дребни гръбначни.